# Produce 48
Produce 48 (kor. 프로듀스 48, zapis stylizowany: PRODUCE 48) – południowokoreański survivalowy reality show transmitowany na antenie Mnet od 15 czerwca do 31 sierpnia 2018 roku, trzeci sezon z serii Produce 101. Jest to duży projekt, w którym spośród 96 uczestniczek z Japonii i Korei Południowej publiczność wybierze 12 osób, które utworzą nową grupę, a też jej koncept, debiutancki singel i nazwę grupy. Program powstał we współpracy pomiędzy serią Mnetu Produce 101 i japońską AKB48 Group. W głosowaniu mogą brać udział jedynie koreańscy widzowie, a zwyciężczynie będą promować jako zespół przez dwa i pół roku. Sam program jest prowadzony w języku koreańskim, a uczestniczki z Japonii otrzymują tłumaczenie za pośrednictwem słuchawek.
Program został wyprodukowany przez AKATV (producenta sezonu drugiego), a reżyserem jest Ahn Joon-young, który również wyreżyserował pierwsze dwa sezony Produce 101.

## Koncepcja
W programie wzięło udział 96 uczestniczek, z których 39 pochodzi z japońskich zespołów AKB48 Group, a 57 pochodzi z różnych firm rozrywkowych w Korei Południowej. Zwyciężczynie utworzą koreańsko-japońską grupę, która będzie promować przez dwa i pół roku. Przyjmą koncepcję AKB48 „idolki, które możesz spotkać” i będą występować we własnym teatrze. Członkinie grupy będą mogły równolegle promować w swoich własnych agencjach.

## Projekt
Pomysł programu został ujawniony podczas ceremonii rozdania nagród Mnet Asian Music Awards w Japonii 29 listopada 2017 roku, po wspólnym występie AKB48 i południowokoreańskich artystów Weki Meki, Kim Chung-ha, Pristin i Fromis 9. Pierwszy zwiastun programu ukazał się 11 kwietnia 2018 roku. Tego samego dnia zaczęły się pierwsze zdjęcia do programu.
Na potrzeby programu zostało zatrudnionych kilku artystów do treningu uczestniczek. W roli prowadzącego wystąpił Lee Seung-gi. Zajęcia wokalne będą prowadzili Lee Hong-gi (z FTISLAND) i Soyou (z Sistar). Bae Yoon-jeong, Choi Young-joon oraz May J Lee nadzorowali zajęcia taneczne, a Cheetah prowadziła zajęcia rapu. Specjalnymi prowadzącymi pierwszego odcinka byli zwycięzcy poprzednich dwóch sezonów – Jeon So-mi i Kang Daniel.
Produce 48 został zaprezentowany po raz pierwszy w 570 odcinku programu M Countdown w maju 2018 roku. Grupa została przedstawiona przez Lee Seung-gi, a uczestniczki wykonały piosenkę „Naekkeoya (Pick Me)” (kor. 내꺼야 (Pick Me)). Sakura Miyawaki z HKT48 oraz Lee Ga-eun z After School zostały „centrum” występu.

## Uczestniczki
Kolejność według oficjalnej strony internetowej.
Legenda
     Zrezygnowała z udziału
     Wyeliminowana w piątym odcinku
     Wyeliminowana w ósmym odcinku
     Wyeliminowana w jedenastym odcinku
     Zwycięska grupa
| Agencja                    | Imię                             | Ocena sędziów | Ocena sędziów | Uwagi |
| Agencja                    | Imię                             | 1             | 2             | Uwagi |
| -------------------------- | -------------------------------- | ------------- | ------------- | ----- |
| Indywidualne stażystki     | Park Seo-young (박서영)          | C             | D             |       |
| Indywidualne stażystki     | Park Jinny (박진희)              | C             | F             |       |
| 8D Creative                | Kang Hye-won (강혜원)            | F             | F             |       |
| A team                     | Kim Cho-yeon (김초연)            | A             | C             |       |
| Banana Culture             | Kim Na-young (김나영)            | C             | A             |       |
| Banana Culture             | Kim Da-hye (김다혜)              | A             | B             |       |
| Blockberry Creative        | Ko Yu-jin (고유진)               | C             | A             |       |
| CNC                        | Kim Da-yeon (김다연)             | B             | B             |       |
| CNC                        | Kim Yu-bin (김유빈)              | B             | D             |       |
| CNC                        | Yoon Eun-bin (윤은빈)            | B             | B             |       |
| CNC                        | Lee Yu-jeong (이유정)            | C             | C             |       |
| CNC                        | Hong Ye-ji (홍예지)              | B             | F             |       |
| Collazoo Company           | Kim Hyun-ah (김현아)             | B             | B             |       |
| Cube Entertainment         | Han Cho-won (한초원)             | D             | B             |       |
| Fave Entertainment         | Shin Su-hyun (신수현)            | D             | F             | [ a ] |
| Fent Entertainment         | Kim Do-ah (김도아)               | A             | C             |       |
| FNC Entertainment          | Park Hae-yoon (박해윤)           | A             | D             |       |
| FNC Entertainment          | Cho Ah-yeong (조아영)            | C             | B             |       |
| HOW Entertainment          | Kim Min-seo (김민서)             | C             | C             |       |
| HOW Entertainment          | Wang Ke (왕크어)                 | B             | D             |       |
| HOW Entertainment          | Yu Min-young (유민영)            | A             | B             |       |
| Million Market             | Son Eun-chae (손은채)            | C             | B             |       |
| Million Market             | Cho Sa-rang (조사랑)             | B             | F             |       |
| MMO Entertainment          | Won Seo-yeon (원서연)            | C             | F             |       |
| MND17                      | Park Min-ji (박민지)             | B             | B             | [ b ] |
| MND17                      | Park Chan-ju (박찬주)            | C             | D             |       |
| MND17                      | Lee Chae-jeong (이채정)          | C             | C             |       |
| MNH Entertainment          | Lee Ha-eun (이하은)              | A             | A             |       |
| Pledis Entertainment       | Lee Ga-eun (이가은)              | A             | A             | [ c ] |
| Pledis Entertainment       | Huh Yun-jin (허윤진)             | C             | F             |       |
| Rainbow Bridge World (RBW) | Na Go-eun (나고은)               | A             | A             |       |
| Rainbow Bridge World (RBW) | Park Ji-eun (박지은)             | C             | F             |       |
| Starship Entertainment     | Ahn Yu-jin (안유진)              | B             | A             |       |
| Starship Entertainment     | Jang Won-young (장원영)          | B             | B             |       |
| Starship Entertainment     | Cho Ka-hyeon (조가현)            | B             | B             |       |
| Stone Music Entertainment  | Bae Eun-yeong (배은영)           | C             | B             | [ d ] |
| Stone Music Entertainment  | Lee Si-an (이시안)               | C             | D             | [ d ] |
| Stone Music Entertainment  | Jang Gyu-ri (장규리)             | B             | F             | [ e ] |
| Stone Music Entertainment  | Jo Yu-ri (조유리)                | A             | F             | [ d ] |
| The Music Works            | Yoon Hae-sol (윤해솔)            | B             | D             |       |
| The Music Works            | Choi So-eun (최소은)             | B             | C             |       |
| Urban Works                | Kim Min-ju (김민주)              | D             | C             |       |
| Wellmade Yedang            | Kang Da-min (강다민)             | B             | A             |       |
| Wellmade Yedang            | Hwang So-yeon (황소연)           | A             | A             |       |
| WM Entertainment           | Lee Seung-hyeon (이승현)         | B             | C             |       |
| WM Entertainment           | Lee Chae-yeon (이채연)           | A             | A             | [ f ] |
| WM Entertainment           | Cho Yeong-in (조영인)            | B             | C             |       |
| Woollim Entertainment      | Kwon Eun-bi (권은비)             | A             | C             | [ g ] |
| Woollim Entertainment      | Kim So-hee (김소희)              | C             | B             |       |
| Woollim Entertainment      | Kim Su-yun (김수윤)              | C             | C             |       |
| Woollim Entertainment      | Kim Chae-won (김채원)            | B             | B             |       |
| YGKPlus                    | Ahn Ye-won (안예원)              | F             | F             |       |
| YGKPlus                    | Choi Yein-soo (최연수)           | D             | F             |       |
| Yuehua Entertainment       | Kim Si-hyeon (김시현)            | B             | A             | [ b ] |
| Yuehua Entertainment       | Wang Yi-ren (왕이런)             | B             | C             |       |
| Yuehua Entertainment       | Choi Ye-na (최예나)              | A             | B             |       |
| ZB Label                   | Alex Christine (알렉스 크리스틴) | B             | C             |       |

| Zespół | Imię                                             | Ocena sędziów | Ocena sędziów |
| Zespół | Imię                                             | 1             | 2             |
| ------ | ------------------------------------------------ | ------------- | ------------- |
| AKB48  | Moe Gotō (後藤萌咲) (고토 모에)                  | F             | C             |
| AKB48  | Serika Nagano (永野芹佳) (나가노 세리카)         | F             | F             |
| AKB48  | Ikumi Nakano (中野郁海) (나카노 이쿠미)          | D             | B             |
| AKB48  | Chiyori Nakanishi (中西智代梨) (나카니시 치요리) | D             | C             |
| AKB48  | Shinobu Mogi (茂木忍) (모기 시노부)              | F             | D             |
| AKB48  | Tomu Mutō (武藤十夢) (무토 토무)                 | D             | D             |
| AKB48  | Miho Miyazaki (宮崎美穂) (미야자키 미호)         | D             | D             |
| AKB48  | Minami Satō (佐藤美波) (사토 미나미)             | D             | F             |
| AKB48  | Ayana Shinozaki (篠崎彩奈) (시노자키 아야나)     | F             | F             |
| AKB48  | Miu Shitao (下尾みう) (시타오 미우)              | D             | D             |
| AKB48  | Nanami Asai (浅井七海) (아사이 나나미)           | F             | D             |
| AKB48  | Erina Oda (小田えりな) (오다 에리나)             | C             | F             |
| AKB48  | Saho Iwatate (岩立沙穂) (이와타테 사호)          | B             | D             |
| AKB48  | Manami Ichikawa (市川愛美) (이치카와 마나미)     | F             | C             |
| AKB48  | Erii Chiba (千葉恵里) (치바 에리이)              | F             | F             |
| AKB48  | Mako Kojima (小嶋真子) (코지마 마코)             | C             | B             |
| AKB48  | Juri Takahashi (高橋朱里) (타카하시 쥬리)        | B             | A             |
| AKB48  | Miyu Takeuchi (竹内美宥) (타케우치 미유)         | A             | B             |
| AKB48  | Hitomi Honda (本田仁美) (혼다 히토미)            | C             | A             |
| HKT48  | Natsumi Matsuoka (松岡菜摘) (마츠오카 나츠미)    | F             | C             |
| HKT48  | Aoi Motomura (本村碧唯) (모토무라 아오이)        | D             | B             |
| HKT48  | Bibian Murukawa (村川緋杏) (무라카와 비비안)     | F             | F             |
| HKT48  | Sakura Miyawaki (宮脇咲良) (미야와키 사쿠라)     | A             | A             |
| HKT48  | Misaki Aramaki (荒巻美咲) (아라마키 미사키)      | F             | F             |
| HKT48  | Nako Yabuki (矢吹奈子) (야부키 나코)             | F             | A             |
| HKT48  | Mina Imada (今田美奈) (이마다 미나)              | D             | C             |
| HKT48  | Amane Tsukiashi (月足天音) (츠키아시 아마네)     | F             | F             |
| HKT48  | Sae Kurihara (栗原紗英) (쿠리하라 사에)          | F             | D             |
| HKT48  | Miku Tanaka (田中美久) (타나카 미쿠)             | F             | C             |
| NGT48  | Noe Yamada (山田野絵) (야마다 노에)              | C             | F             |
| NGT48  | Rena Hasegawa (長谷川玲奈) (하세가와 레나)       | D             | F             |
| NMB48  | Kokoro Naiki (内木志) (나이키 코코로)            | D             | C             |
| NMB48  | Sae Murase (村瀬紗英) (무라세 사에)              | D             | C             |
| NMB48  | Miru Shiroma (白間美瑠) (시로마 미루)            | B             | D             |
| NMB48  | Cocona Umeyama (梅山恋和) (우메야마 코코나)      | F             | –             |
| NMB48  | Azusa Uemura (植村梓) (우에무라 아즈사)          | F             | –             |
| NMB48  | Yūka Katō (加藤夕夏) (카토 유우카)               | C             | B             |
| SKE48  | Jurina Matsui (松井珠理奈) (마츠이 쥬리나)       | B             | B             |
| SKE48  | Yūka Asai (浅井裕華) (아사이 유우카)             | F             | D             |

## Ranking
Top 12 uczestniczek wybranych przez internetowe głosowanie na stronie głównej programu Produce 48 i głosowania publiczności na żywo pokazane na końcu każdego odcinka. Ten ranking określa 12 najlepszych uczestniczek pod koniec danego odcinka.

### Pierwszy etap głosowania
| #  | Odcinek 1 (głosy online) | Odcinek 2 (głosy online) | Odcinek 3 (głosy online) | Odcinek 4 (głosy „na żywo”) | Odcinek 4 (głosy „na żywo”) | Odcinek 5 (głosy łączne) | Odcinek 5 (głosy łączne) |
| #  | Odcinek 1 (głosy online) | Odcinek 2 (głosy online) | Odcinek 3 (głosy online) | Imię                        | Głosy                       | Imię                     | Głosy                    |
| -- | ------------------------ | ------------------------ | ------------------------ | --------------------------- | --------------------------- | ------------------------ | ------------------------ |
| 1  | Sakura Miyawaki          | Lee Ga-eun               | Lee Ga-eun               | Nako Yabuki                 | 1330                        | Lee Ka-eun               | 633511                   |
| 2  | An Yu-jin                | An Yu-jin                | An Yu-jin                | Heo Yoon-jin                | 1188                        | An Yu-jin                | 607823                   |
| 3  | Jang Won-young           | Kwon Eun-bi              | Sakura Miyawaki          | Moe Gotō                    | 1172                        | Jang Won-young           | 539596                   |
| 4  | Jurina Matsui            | Jang Won-young           | Jang Won-young           | Jo Ah-young                 | 1160                        | Sakura Miyawaki          | 532273                   |
| 5  | Lee Gae-un               | Sakura Miyawaki          | Kwon Eun-bi              | Jo Yu-ri                    | 1152                        | Kwon Eun-bi              | 507633                   |
| 6  | Jang Gyu-ri              | Choi Ye-na               | Moe Gotō                 | Nanami Asai                 | 1144                        | Moe Gotō                 | 461078                   |
| 7  | Choi Ye-na               | Wang Yi-ren              | Choi Ye-na               | Sae Murase                  | 1138                        | Nako Yabuki              | 449722                   |
| 8  | Lee Si-an                | Moe Gotō                 | Miyu Takeuchi            | Kim Hyun-ah                 | 1138                        | Yi-ren Wang              | 404888                   |
| 9  | Miru Shiroma             | Noe Yamada               | Wang Yi-ren              | Mako Kojima                 | 1120                        | Choi Ye-na               | 390483                   |
| 10 | Jo Yu-ri                 | Lee Chae-yeon            | Lee Chae-yeon            | Miu Shitao                  | 1116                        | Lee Chae-yeon            | 368218                   |
| 11 | Wang Yi-ren              | Miyu Takeuchi            | Noe Yamada               | Miru Shiroma                | 1112                        | Miyu Takeuchi            | 362417                   |
| 12 | Mako Kojima              | Jurina Matsui            | Jurina Matsui            | Kim Chae-won                | 1104                        | Hitomi Honda             | 333670                   |

### Drugi i trzeci etap głosowania
| Etap drugi | Etap drugi               | Etap drugi               | Etap trzeci              | Etap trzeci               | Etap trzeci               |
| #          | Odcinek 8 (głosy łączne) | Odcinek 8 (głosy łączne) | Odcinek 9 (głosy online) | Odcinek 11 (łączne głosy) | Odcinek 11 (łączne głosy) |
| #          | Imię                     | Głosy                    | Odcinek 9 (głosy online) | Imię                      | Głosy                     |
| ---------- | ------------------------ | ------------------------ | ------------------------ | ------------------------- | ------------------------- |
| 1          | Jang Won-young           | 1010555                  | Miho Miyazaki            | Sakura Miyawaki           | 373 783                   |
| 2          | Yabuki Nako              | 947642                   | Sakura Miyawaki          | Miho Miyazaki             | 347 998                   |
| 3          | Kang Hye-won             | 927362                   | Kang Hye-won             | Lee Chae-yeon             | 327 445                   |
| 4          | An Yu-jin                | 910191                   | Miyu Takeuchi            | Kang Hye-won              | 311 212                   |
| 5          | Kwon Eun-bi              | 906981                   | Lee Ga-eun               | Lee Ga-eun                | 307 723                   |
| 6          | Kim Min-ju               | 860341                   | Miu Shitao               | Miyu Takeuchi             | 303 379                   |
| 7          | Sakura Miyawaki          | 824058                   | Nako Yabuki              | Jang Won-young            | 277 992                   |
| 8          | Lee Ga-eun               | 808425                   | Jang Won-young           | Miru Shiroma              | 268 609                   |
| 9          | Han Cho-won              | 765985                   | Hitomi Honda             | Nako Yabuki               | 264 209                   |
| 10         | Jo Yu-ri                 | 747120                   | Ahn Yu-jin               | Miu Shitao                | 261 023                   |
| 11         | Huh Yun-jin              | 730282                   | Kwon Eun-bi              | Hitomi Honda              | 250 011                   |
| 12         | Hitomi Honda             | 716204                   | Lee Chae-yeon            | Kwon Eun-bi               | 247 556                   |

### Wynik
Podczas ostatniego odcinka wyemitowanego 31 sierpnia 2018 roku Lee Seung-gi ogłosił nazwę girlsbandu – IZ*ONE (kor. 아이즈원, jap. アイズワン).
| #  | Odcinek 12 (Łączne głosy) | Odcinek 12 (Łączne głosy) |
| #  | Imię                      | Głosy                     |
| -- | ------------------------- | ------------------------- |
| 1  | Jang Won-young            | 338 366                   |
| 2  | Sakura Miyawaki           | 316 105                   |
| 3  | Jo Yu-ri                  | 294 734                   |
| 4  | Choi Ye-na                | 285 385                   |
| 5  | An Yu-jin                 | 280 487                   |
| 6  | Nako Yabuki               | 261 788                   |
| 7  | Kwon Eun-bi               | 250 212                   |
| 8  | Kang Hye-won              | 248 432                   |
| 9  | Hitomi Honda              | 240 418                   |
| 10 | Kim Chae-won              | 238 192                   |
| 11 | Kim Min-ju                | 227 061                   |
| 12 | Lee Chae-yeon             | 221 273                   |

## Oglądalność
| No. | Data emisji           | Oglądalność |
| No. | Data emisji           | AGB Nielsen |
| --- | --------------------- | ----------- |
| 1   | 15 czerwca 2018(dts)  | 1,132%      |
| 2   | 22 czerwca 2018(dts)  | 1,913%      |
| 3   | 29 czerwca 2018(dts)  | 1,999%      |
| 4   | 6 lipca 2018(dts)     | 2,833%      |
| 5   | 13 lipca 2018(dts)    | 2,538%      |
| 6   | 20 lipca 2018(dts)    | 2,479%      |
| 7   | 27 lipca 2018(dts)    | 2,075%      |
| 8   | 3 sierpnia 2018(dts)  | 2,397%      |
| 9   | 10 sierpnia 2018(dts) | 2,561%      |
| 10  | 17 sierpnia 2018(dts) | 2,594%      |
| 11  | 24 sierpnia 2018(dts) | 2,435%      |
| 12  | 31 sierpnia 2018(dts) | 3,085       |

## Emisja za granicą
- Japonia: Mnet Japan i BS SKY PerfecTV! (od 15 czerwca 2018)
- TVING Global (online, od 15 czerwca 2018)
- tvN Asia (z napisami, od 21 czerwca 2018)[1]